# 고린인 (도쿠가와 이에요시의 생모)
코린인 (일본어: 香琳院 こうりんいん[*], 생년 미상 - 분카 7년 5월 20일 (1810년 6월 21일))은 에도 막부 제 11대 쇼군 도쿠가와 이에나리의 측실로, 제 12대 쇼군 도쿠가와 이에요시의 생모이다.

## 가계
키노시타 토시츠구의 여계 자손이며, 코쇼 오시다 토시카츠(押田敏勝)의 3녀이다. 어머니는 오시다 카츠히사(押田勝久)의 양녀 (아마노 히사토요(天野久豊)의 딸)이다. 또, 이에요시의 측실 세이료인은 조카이다.
이름은 테루(照), 라쿠(楽), 리에(里衛)이다. 이름 중 하나인 라쿠는, 제 3대 쇼군 도쿠가와 이에미츠의 측실이자 제 4대 쇼군 도쿠가와 이에츠나의 생모인 호주인의 이름을 따랐다.

## 생애
덴메이 7년 (1787년)에 오오쿠에 들어와, 처음에는 이에나리의 양동생 타네히메의 결혼으로 그녀를 따라 키슈번의 오쿠무키에서 섬겼다.
오오쿠에 돌아온 후에 이에나리의 측실이 되어, 간세이 5년 (1793년)에 이에나리의 차남 이에요시 (아명 토시지로)를 낳았다. 이어서 오토시요리카미자에 승진하여, 또 이에요시가 쇼군 세자가 되었기 때문에, 차기 쇼군 생모로서 오오쿠 궁녀들로부터 경외를 받았다.
분카 7년 (1810년) 5월 20일, 이에요시 쇼군 취임을 보지 못하고 병사했다. 묘지는 도쿄도 타이토구 야나카의 도쿠가와가 묘지에 현존한다.

## 관련 작품

### 영화
- 에로 쇼군과 11명의 애첩 (1972년) - 배우 에마 료코
- 도쿠가와의 여제 오오쿠 (1988년) - 배우 아소 카오리

### 드라마
- 오오쿠 (1968년. 칸사이테레비) - 배우 토미나가 미사코
- 도쿠가와의 여자들 (1980년. 후지테레비/토에이) - 배우 타카바야시 유키코
- 오오쿠 제1부 ~최흉의 여자~ (2016년. 후지테레비) - 배우 아사이 에리나